# Alina Savin
Alina Vera Savin (* 1. März 1988 in Bușteni) ist eine ehemalige rumänische Bobfahrerin.
Savin betrieb auch Leichtathletik und war für das 400-Meter-Rennen beim Europäischen Olympischen Jugendfestival 2005 in Lignano Sabbiadoro gemeldet, konnte aber nicht antreten. 2006 begann sie mit dem Bobsport und wurde ein Jahr später in den Nationalkader aufgenommen und bestritt erste Wettbewerbe im Europacup, ab 2008 auch im Weltcup.
2010 nahm Savin an den Olympischen Winterspielen teil. Als Anschieberin von Carmen Radenovic erreichte sie in Vancouver mit dem rumänischen Zweierbob den 15. Platz. Bei der Europameisterschaft 2011 in Winterberg landeten die beiden auf dem 12. Rang und bei der Weltmeisterschaft kurz danach am Königssee wurden die Rumäninnen 19. im Zweierbob und 15. im Mannschaftswettbewerb.